# Religión paródica

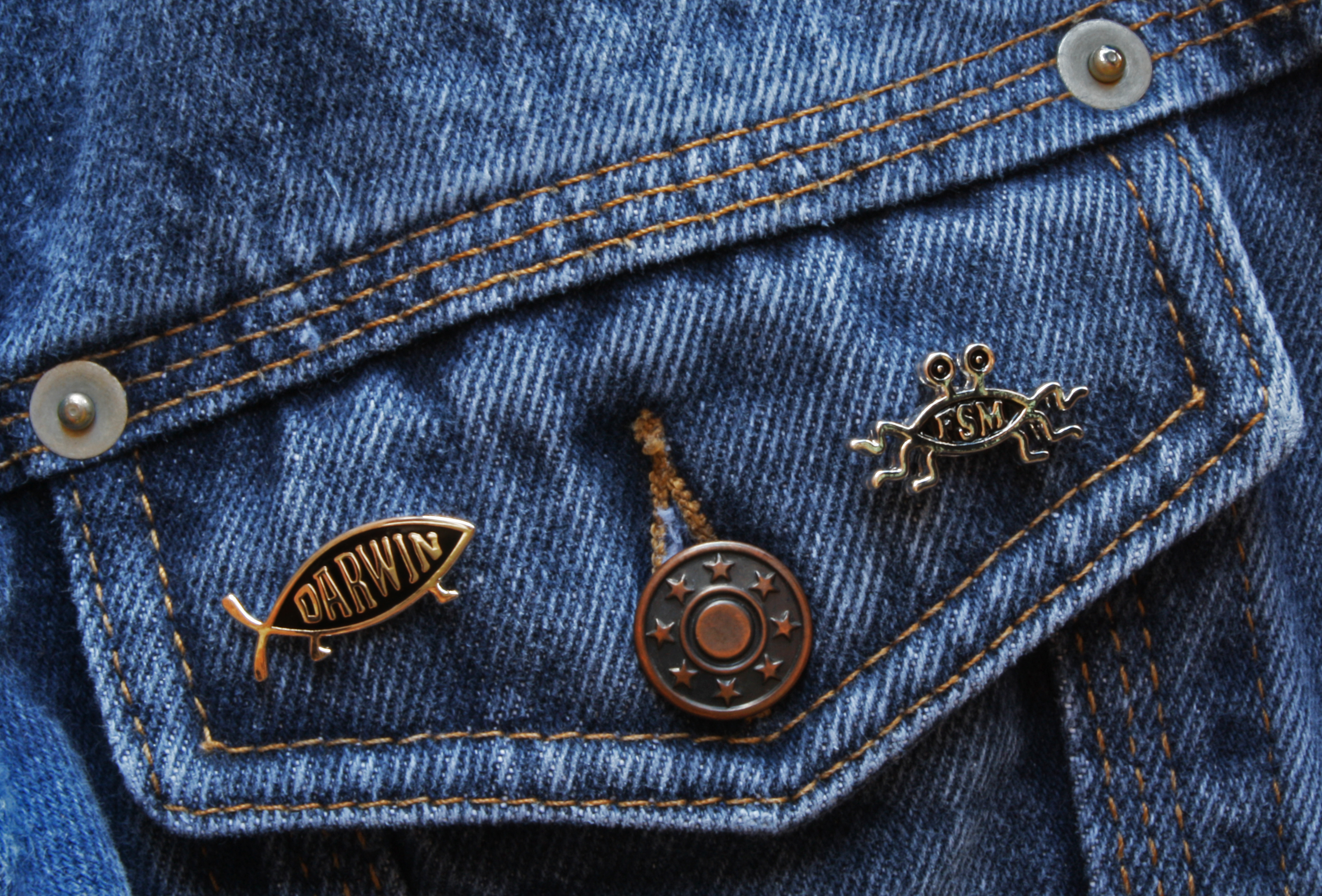
Pin insignias del Pez de Darwin y el Monstruo de Espagueti Volador.

Una religión paródica es un sistema de creencias creada premeditadamente con el fin de usarse para parodiar a una religión, secta, gurúes o nuevos movimientos religiosos, incluso de ninguna religión en particular, sino del propio concepto de creencia religiosa. Algunas religiones paródicas tienen como fin la diversión; la nueva fe puede servir como un agente conveniente para una agradable interacción social entre personas de ideas afines. Una parodia de religión puede servir para burlarse de varias religiones a la vez, pero también para adorar a personajes reales, que pueden haber hecho un bien a la humanidad. Algunas parodias de religión tienen como objetivo una sola religión concreta.
Las religiones paródicas se enfocan en resaltar las deficiencias de los argumentos prorreligiosos particulares, siguiendo la lógica de que, si un argumento dado también se puede usar para apoyar una parodia clara, entonces el argumento original es claramente defectuoso. Un ejemplo de esto es la Iglesia del Monstruo de Espagueti Volador, que parodia la demanda de igualdad de tiempo empleada por el diseño inteligente y el creacionismo.
Algunas religiones que se consideran religiones paródicas tienen una cantidad de seguidores relativamente serios que aceptan el absurdo percibido de estas religiones como espiritualmente significativas, un enfoque decididamente posmoderno de la religión. Por ejemplo, en el discordianismo, puede ser difícil saber si incluso estos seguidores «serios» no están simplemente participando en una broma aún mayor.

## Grupos principales

### Parodias de creencias particulares

La religión de la diosa unicornio rosa invisible es una religión paródica utilizada para satirizar las creencias teístas. Esta deidad es paradójicamente tanto invisible como rosa.

Las siguientes fueron creadas como parodias de creencias religiosas particulares:
| Religión                                                       | Descripción |
| -------------------------------------------------------------- | --- |
| Eventualismo                                                   | Sátira sobre religiones similares a la cienciología que apareció en la película Schizopolis. |
| Unicornio rosa invisible                                       | Parodia de las definiciones teístas de Dios. También destaca la naturaleza arbitraria y no falsable de las creencias religiosas, de manera similar a la tetera de Russell. |
| Kibología                                                      | Sátira humorística de la religión basada en Usenet |
| Iglesia bautista de Landover                                   | Parodia satírica del cristianismo fundamentalista. |
| Last Thursdayism                                               | Versión en broma del onfalismo que argumenta que el universo fue creado el jueves pasado, creado para demostrar problemas con creencias infalsables, y la variante Next Wednesdayism inspirada en el chiste recurrente cinematográfica de John Landis See You Next Wednesday.                  |
| Pastafarianismo o la Iglesia del Monstruo de Espagueti Volador | Parodia del diseño inteligente, el creacionismo y la religión en general, como una versión moderna de la tetera de Russell para denunciar la difusión del pseudocientífico diseño inteligente en las escuelas primarias estadounidenses. Aceptada en algunos países como religión no paródica. |
| Tarvuismo                                                      | Religión falsa que los comediantes británicos Peter Serafinowicz y Robert Popper inventaron para el programa de televisión Look Around You que parodiaba videos instructivos religiosos como los de cienciólogos y cristianos.                                                                 |
| Primera Iglesia de la Última Risa                              | Religión falsa detrás del desfile anual del Día de San Estúpido (Saint Stupid) en San Francisco. |

Algunas religiones divertidas no parodian las religiones directamente, sino solo aspectos individuales de ellas o el fervor pseudorreligioso del momento. Así es como Richard Stallman, alias St. IGNUcius, creó la Iglesia de Emacs en el curso de la «guerra de editores». En respuesta, los seguidores del editor rival, vi, formaron la secta de vi. Aunque el Pez de Darwin parodia a ichthys, no pretende ser un símbolo ateo, sino más bien un compromiso con la teoría de la evolución biológica.

### Religiones posmodernas
Las siguientes religiones posmodernistas pueden considerarse como parodias más elaboradas de religiones ya existentes:
| Religión | Descripción |
| --- | --- |
| «El sínodo más bromista, más borracho y más extravagante» (en ruso: Всешутейший, всепьянейший и сумасброднейший собор) | Club social fundado por Pedro I de Rusia. Con frecuencia se metía en controversias por burlarse de la Iglesia. |
| Bokononismo | Religión ficticia de la novela Cuna de gato de Kurt Vonnegut, que promueve mentiras reconfortantes inofensivas llamadas «foma». Su texto principal, los Libros de Bokonon, es una parodia del Nuevo Testamento. Relacionada con la Iglesia de Dios Totalmente Indiferente en Las sirenas de Titán de Vonnegut. |
| Iglesia de la Eutanasia                                                                                                | «Fundación educativa sin fines de lucro dedicada a restaurar el equilibrio entre los humanos y las especies restantes en la Tierra». La Iglesia utiliza sermones, música, improvisación cultural, trucos publicitarios y acción directa para resaltar que la población es insostenible en la Tierra. Es conocida por sus conflictos con los activistas cristianos provida. |
| Iglesia de los subgenios                                                                                               | Fundada en 1979, generalmente considerada como una parodia de la religión en general, con elementos del cristianismo fundamentalista, el zen, la cienciología, los cultos de la nueva era, la psicología popular y las técnicas de venta motivacionales, entre otros. Se ha convertido en un movimiento por derecho propio, inspirando varios libros, exhibiciones de arte, álbumes de rock, convenciones y artículos novedosos. |
| The Cult of Kek | Religión de internet asociada con el tablero /pol/ de 4chan, el movimiento alt-right y partidarios virtuales del 45.º presidente estadounidense Donald Trump. Los adherentes adoran satíricamente a una rana de dibujos animados llamada «Pepe» como la reencarnación de la deidad egipcia Kuk, presagio del caos y la destrucción. |
| Dudeísmo | A Religión basada en la película El gran Lebowski, en la que el personaje principal, también conocido como «The Dude», es reverenciado como un gurú. Sus seguidores consideran la religión una forma moderna de taoísmo. |
| Discordianismo | Basada en el libro Principia Discordia. Su deidad principal es la diosa del caos Discordia (tomada de la deidad griega Eris). |
| Dinkoísmo | Parodia de la religión que usa a Dinkan, personaje cómico de la revista infantil malabar Balamangalam, como el único dios verdadero y el creador del universo. Es muy similar al pastafarianismo que adora al Monstruo de Espagueti Volador. El dinkoísmo fue organizado por algunos grupos de bienestar social independientes de Kerala, como un medio para burlarse de la fe ciega y criticar creativamente la intolerancia religiosa. Tuvo su origen en las redes sociales. |
| Gadgetología | Fundada en Rusia alrededor de 2010 por Nizhny Novgorod, esta religión venera al personaje de dibujos animados Gadget Hackwrench de la serie de dibujos animados de Disney Chip 'n Dale: Rescue Rangers. La religión ha formado tres corrientes no excluyentes: tradicionalista, progresista y apocalíptica. |
| Googlismo | Iglesia satírica que considera que el buscador de Google es lo más parecido a Dios, debido a nueve similitudes percibidas entre este y las definiciones universales de lo que se considera una deidad. |
| Igreja Evangélica Pica das Galáxias                                                                                    | Originada en Brasil, es una parodia satírica de las Iglesias evangélicas brasileñas. El líder de la «Iglesia» es el autoproclamado Apóstol Arnaldo (quien ostenta los títulos de pastor y obispo y pretende tener el de vice-dios). Arnaldo es un exmiembro de la Igreja Renascer em Cristo, pero dejó la organización religiosa debido a denuncias de lavado de dinero contra el liderazgo y creó su propia «iglesia» en YouTube como una forma de crítica humorística de iglesias evangélicas en Brasil. En mayo del 2021, su canal de YouTube tenía 964 000 suscriptores. El 27 de mayo de 2018, Arnaldo fue entrevistado por Danilo Gentili en el programa de televisión The Noite com Danilo Gentili en SBT. |
| Iglesia maradoniana | Formada por un grupo argentino de hinchas del fallecido futbolista Diego Maradona. Sus miembros se bautizan arrojando un balón por encima de un portero que representa el papel de Peter Shilton, arquero de la selección inglesa en el Mundial de 1986, para recordar al gol de «la mano de Dios» de 1986. |
| Jediismo | En 2001, después de una campaña en Internet, la «religión» ficticia de los jedi de Star Wars se convirtió en una religión de parodia en varios países de la Mancomunidad de Naciones, ya que el 1.5 % de los neozelandeces, el 0.4 % de australianos y el 0.7 % de los británicos declararon su religión como «jedi» en el censo oficial. |
| Kopimismo | Religión basada en internet que cree que compartir archivos es una virtud sagrada que debe permanecer protegida. Fue reconocido por el Gobierno sueco en enero de 2012. Fundada por el estudiante de filosofía Isak Gerson. |
| Our Lady of Perpetual Exemption                                                                                        | Movimiento religioso surgido en Last Week Tonight with John Oliver para satirizar la teología de la prosperidad y la forma en que el Servicio de Impuestos Internos de Estados Unidos trata con los grupos religiosos. |
| Matrixismo o El Camino del Elegido                                                                                     | Nuevo movimiento religioso inspirado en la película The Matrix. Apareció en línea en 2004. Sus seguidores afirman creer en una realidad subjetiva de múltiples capas y esperan el regreso de su profeta, «el Elegido». |
| Silinismo | Religión oficial del Imperio aericano, micronación autoproblamada, que tiene a un pingüino gigante llamado Forsteri como su deidad central. |
| Hermanas de la Perpetua Indulgencia                                                                                    | Grupo de interpretación drag queen que satiriza la religión para crear conciencia sobre causas principalmente LGBT. |
| Iglesia Unida del Tocino                                                                                               | Fundada en 2010 en Las Vegas para protestar contra la discriminación contra los no creyentes. Tenía 25 000 miembros en 2020. |
| Teoría de la zona | Parodia de religión y libros de autoayuda del dúo cómico Tim & Eric. |

## Alusión por comentaristas ateos
Muchos comentaristas ateos, como Richard Dawkins, utilizan religiones paródicas como las del Monstruo de Espagueti Volador y el Unicornio Rosa Invisible, así como dioses antiguos Zeus y Thor y versiones modernas de la tetera de Russell para argumentar que la carga de la prueba recae en el creyente, no el ateo.
Dawkins también creó una parodia de la crítica al ateísmo, acuñando el término athorismo, o la firme creencia de que la deidad nórdica Thor no existe. La intención era señalar que el ateísmo no es una forma de credo religioso, sino simplemente la negación de creencias específicas. Una crítica recurrente contra el ateísmo es la idea de que el es en sí misma una forma de «fe», una creencia carente de evidencia. Según el punto de vista teísta, «nadie puede probar que Dios no existe, por tanto, un ateo está ejerciendo la fe al afirmar que no existe Dios»; Dawkins argumenta que al reemplazar la palabra «Dios» con «Thor» se concluiría que la afirmación es falaz. La carga de la prueba, afirma, recae sobre el creyente en lo sobrenatural, no sobre el no creyente que considera improbables o imposibles tales cosas. El athorismo es un intento de ilustrar a través del absurdo que no existe una diferencia lógica al no creer en religiones particulares.